# Der ganz normale Wahnsinn (Fernsehserie)
Der ganz normale Wahnsinn ist eine deutsche Fernsehserie, die in 12 Folgen erstmals zwischen 1979 und 1980 gesendet wurde. Regisseur und Drehbuchautor der meisten Folgen war Helmut Dietl.

## Handlung
Der frisch geschiedene Journalist Maximilian Glanz lebt und arbeitet in München, wo er als Kummerkasten für die Beantwortung der Leserbriefe einer Tageszeitung zuständig ist. Eigentlich möchte er schon seit geraumer Zeit ein Buch mit dem Titel „Woran es liegt, dass der Einzelne sich nicht wohl fühlt, obwohl es uns allen so gut geht“ schreiben, in dem er sich mit den Befindlichkeiten seiner Mitmenschen beschäftigt. Die Handlung besteht aus zwölf Folgen, die ohne weitere Betitelung als Kapitel bezeichnet werden.

### Erstes Kapitel
Nach seinem Scheidungstermin hat Maximilian Glanz einen kleinen Auffahrunfall, durch den er die ebenfalls frisch geschiedene attraktive Gloria kennenlernt. Die beiden verbringen den ganzen Tag zusammen und versetzen ihre Freunde, mit denen jeder eigentlich seine Scheidung feiern wollte. Schließlich landen sie in Maximilians Wohnung, wo die Zweisamkeit immer wieder durch Telefonanrufe gestört wird und am Ende auch noch Maximilians Exfrau vor der Tür steht und ihn zurückzugewinnen versucht. Am Ende des Abends ist Gloria alleine eingeschlafen.

### Zweites Kapitel
Seit ihrer ersten Begegnung haben Maximilian und Gloria keinen Kontakt mehr. Gloria wohnt seit der Scheidung bei ihrer Freundin Aline, einer emanzipierten Ladenbesitzerin, die sich ihren Mann als Haussklaven hält und Gloria beschwört, keine neue feste Beziehung einzugehen. Auch Maximilians bester Freund Lino, eingefleischter Playboy und Junggeselle, wirbt für das freie, unabhängige Leben. Gleichzeitig muss sich Maximilian der Avancen seiner Arbeitskollegin Henni erwehren, die ihm Haushaltsdienste und Zweisamkeit aufdrängen will. Maximilian und Gloria schwanken unter dem Einfluss ihrer Freunde zwischen dem Drang, ihre nach der Scheidung wiedergewonnene Freiheit auszuleben, und ihrer gegenseitigen Anziehung. Bei einer zufälligen Begegnung in einem Lokal finden sie dann wieder zusammen.

### Drittes Kapitel
Nach vielen gemeinsamen Nächten, abwechselnd in Maximilians und Glorias Bett, und einigen Diskussionen entschließt sich Gloria, zu Maximilian zu ziehen. Dies führt zu neuen Konflikten. Die Situation verschärft sich noch, als Gloria ihre ganzen Möbel und Sachen aus dem Haus ihres Exmannes zu sich nehmen muss. Die Wohnung ist damit vollgestellt und zu einem stilistischen Chaos mutiert. Dazu kommt, dass Gloria möglicherweise schwanger ist; die Entscheidung für oder wider ein Kind und ein Zusammenleben als Familie stellt die Beziehung auf eine große Belastungsprobe.

### Viertes Kapitel
In Maximilians Junggesellenwohnung fehlen geeignete Rückzugsmöglichkeiten, die unterschiedlichen Interessen des Paares scheinen unvereinbar. Deshalb wird ein Umzug ins Auge gefasst, doch auch darüber scheiden sich die Geister. Während Gloria von einer gemeinsamen Zukunft in einem romantischen Bauernhaus träumt, wünscht Maximilian ein urbanes Umfeld. Die Auseinandersetzungen führen schließlich zur Trennung des Paares. Unabhängig voneinander starten beide einen Versöhnungsversuch: Maximilian mietet einen alten Bauernhof in Oberprittriching, während Gloria zeitgleich einen Mietvertrag für eine Stadtwohnung unterschreibt. Beide Mietverträge werden am Ende wieder rückgängig gemacht.
Währenddessen hat Maximilian sich mit seinem Chef überworfen und seinen Job bei der Zeitung gekündigt. Weil er in Erwartung des Umzugs auch seine Wohnung gekündigt hat, müssen die beiden zum Monatsende überstürzt ausziehen.

### Fünftes Kapitel
Nach Verlust von Job und Wohnung sind Maximilian und Gloria in einer Pension untergekommen. Das Geld wird knapp. Maximilian versucht vergeblich, sein Buch Woran es liegt, dass der Einzelne sich nicht wohl fühlt, obwohl es uns allen so gut geht als Vorabdruck an ein Herrenmagazin zu verkaufen, bei dem ein alter Freund in der Redaktion sitzt. Währenddessen trifft Gloria zufällig einen alten Bekannten wieder. Es ist Professor Dr. Asam, der reiche Inhaber einer Privatklinik. Asam umwirbt Gloria, sehr zum Missfallen von Maximilian, mit zweideutigen Absichten, indem er ihr Geld schenkt, ihr einen Job anbietet und ihr seine Stadtwohnung überlassen will. Doch sie lässt sich nicht darauf ein und hält zu Maximilian. Dessen Eifersuchtsszene provoziert jedoch den Rauswurf des Paares aus der Pension.

### Sechstes Kapitel
Nach dem Rauswurf aus der Pension haben sich Maximilian und Gloria erneut getrennt. Maximilian kommt provisorisch in der mit teuren Kunstwerken ausgestatteten Luxuswohnung eines Freundes unter, der mit seinem Lebenspartner für sechs Monate nach New York verreist ist. Er plant, sein Buch bald fertigzustellen; Straßenumfragen mit Linos Unterstützung sollen das Projekt vorantreiben. Obwohl Maximilian sich verpflichtet hat, niemanden sonst in die edle Wohnung zu lassen, zieht Gloria mit all ihren Sachen dort ein; die beiden geben eine Party für ihre Freunde und ehemaligen Ehepartner. Auf Vermittlung von Glorias Exmann findet Maximilian einen Verleger für sein Buchprojekt.

### Siebtes Kapitel
Dank des Vorschusses, den Maximilian für sein Buch erhält, kann sich das Paar endlich eine neue gemeinsame Mietwohnung leisten. Während der Renovierung und Einrichtung derselben kommt es zu allerlei Konflikten, die vor allem in Maximilians Angst vor einem allzu bürgerlichen und konsumorientierten Leben begründet sind. Über allem schwebt drohend der finale Abgabetermin für das Buchmanuskript, dem Maximilian durch Verdrängung, Verschiebung und fluchtartige Urlaubspläne vergeblich zu entkommen versucht. Nach einigem Hin und Her ist die Wohnung endlich eingerichtet und das Manuskript ist gerade noch rechtzeitig fertig geworden.

### Achtes Kapitel
Maximilian und Gloria brechen zu einer Reise in den Süden auf und stranden nach einem Motorschaden in Cannes, wo sie auf einem Zeltplatz unterkommen. Am Strand von Cannes lernen sie einen Hochstapler kennen, der vorgibt, Hollywoodproduzent zu sein, und verspricht, Maximilians Buch auf die Leinwand zu bringen. Gloria durchschaut die Situation und kehrt entnervt nach München zurück. Der Hochstapler lässt sich von Maximilian aushalten, bis dessen Geld verbraucht ist und dieser mit der Bahn nach München zurückkehrt.

### Neuntes Kapitel
Nach dem Cannes-Abenteuer sind Maximilian und Gloria völlig pleite und wohnen in einem Zimmer zur Untermiete. Als der Gerichtsvollzieher anklopft, erscheint als letzte Rettung die unmittelbar bevorstehende Buchveröffentlichung. Doch der Verlag muss Insolvenz anmelden, und  Maximilian bemüht sich auf dem Arbeitsamt vergeblich um eine Umschulung oder eine neue Beschäftigung. Schließlich nimmt er eine vom Arbeitsamt vermittelte Stelle bei der Müllabfuhr an. Währenddessen versuchen Lino und Gloria, ein zufällig gefundenes Manuskript eines Theaterstücks, ein Frühwerk von Maximilian, zu vermarkten. Linos aktuelle Geliebte, die Tochter eines Medienunternehmers, initiiert eine Pressekampagne mit einer fingierten „proletarischen Heldenbiographie“ von Maximilian. Dadurch wird der Kulturbetrieb auf ihn aufmerksam und sein Theaterstück wird inszeniert.

### Zehntes Kapitel
Maximilians Theaterstück ist trotz anfänglich schlechter Kritiken unerwartet erfolgreich, wird bundesweit in mehreren Theatern aufgeführt und sorgt für den langersehnten Geldsegen. Aus lauter Misstrauen gegenüber der Bank hebt Maximilian den ganzen Betrag von 62.000 DM auf einmal ab und verwahrt ihn in einem Koffer. Nach mehreren Versuchen, das Geld sinnvoll auszugeben oder anzulegen, landet Maximilian schließlich mit Lino in einer Spielbank, wo er an einem Abend alles wieder verliert.

### Elftes Kapitel
Lino lernt Genevieve, die Tochter des Brauereibesitzers Bichler, kennen und verliebt sich in sie. Deren Brüder setzen Detektive auf das Vorleben von Lino an, lassen ein dickes Dossier über seine amouröse Vergangenheit als stadtbekannter Aufreißer zusammenstellen, um die Verbindung mit Genevieve zu verhindern und den Ruf ihrer Schwester und der Brauerdynastie zu wahren. Doch Genevieve steht ungeachtet seiner Vergangenheit zu Lino und beabsichtigt ihn zu heiraten. Die Bichler-Familie stellt hierfür etliche Bedingungen. Lino muss mit seinem bisherigen Hallodri-Leben brechen, sich während einer einjährigen Verlobungszeit als Geschäftsführer einer Bichler-Gaststätte bewähren, bei der Hochzeit den Nachnamen der Brauerfamilie annehmen und sich einem Ehevertrag unterwerfen, der ihn von allen finanziellen Ansprüchen ausschließt. Lino, der erstmals in seinem Leben richtig verliebt ist, willigt in alles ein und bleibt mit Genevieve zusammen.

### Zwölftes Kapitel
Der Zuschauer wird in die Zukunft des Jahres 2014 geführt. Maximilian und Gloria leben als inzwischen betagtes Ehepaar immer noch zusammen. Auf der Welt herrschen seit Jahrzehnten Glück, Frieden und Harmonie. Dies ist dem Umstand zu verdanken, dass inzwischen allen Menschen ausnahmslos künstliche Gehirne eingesetzt werden. Maximilian Glanz war auf der Suche nach Glück 1984 der allererste Mensch, dem ein solches künstliches Gehirn verpflanzt wurde. Anlässlich des dreißigjährigen Jubiläums der Verpflanzung ist ein Fernsehauftritt des Paares geplant. Maximilian lässt nun das Leben der zurückliegenden Jahrzehnte Revue passieren. In Rückblenden werden einige Episoden daraus erzählt: Die Seitensprünge der beiden, die Zeit ihrer Hochzeit und die erfolgreiche Gründung des Meinungsforschungsunternehmens Opinion Design, welches Maximilian und Gloria zwar reich, aber nicht glücklicher gemacht hat. Sein immerwährendes Glück hat das Paar erst nach der erfolgreichen Gehirnverpflanzung gefunden.

## Hintergrund
Regisseure der einzelnen Folgen neben Dietl waren Franz Geiger, Reinhard Schwabenitzky und Klaus Emmerich. Die Drehbuchautoren waren Helmut Dietl, Franz Geiger, Patrick Süskind, Michael Braun, Herbert Reinecker und Herbert Rosendorfer.
Gastauftritte hatten unter anderem Ortrud Beginnen, Walter Bockmayer, Hark Bohm, Ruth Maria Kubitschek, Karl Lieffen, Rolf Olsen, Volker Prechtel, Lambert Hamel, Helen Vita, Irm Hermann, Rose Renée Roth, Richard Münch, Elisabeth Volkmann, Harry Baer, Rolf Zacher, Elma Karlowa, Karl Obermayr, Joachim Hansen, Grit Boettcher, Rudolf Wessely, Michael Habeck, Monika Baumgartner, Georg Marischka, Nikolaus Paryla, Martin Semmelrogge und Hans Stadtmüller.
Mit dem Stenz Lino Gailing, gespielt von Helmut Fischer, war das Hauptmotiv und die Hauptfigur von Dietls nächstem Projekt bereits angelegt: Zwei Jahre später folgte der TV-Zehnteiler Monaco Franze – Der ewige Stenz, mit Helmut Fischer in der Hauptrolle.
Eine auf 95 Minuten zusammengeschnittene Kinofassung der Serie wurde am 9. März 1979 unter dem Titel „Der Durchdreher“ von der Neuen Constantin Film im bundesdeutschen Raum veröffentlicht.